# دودمان نهم مصر

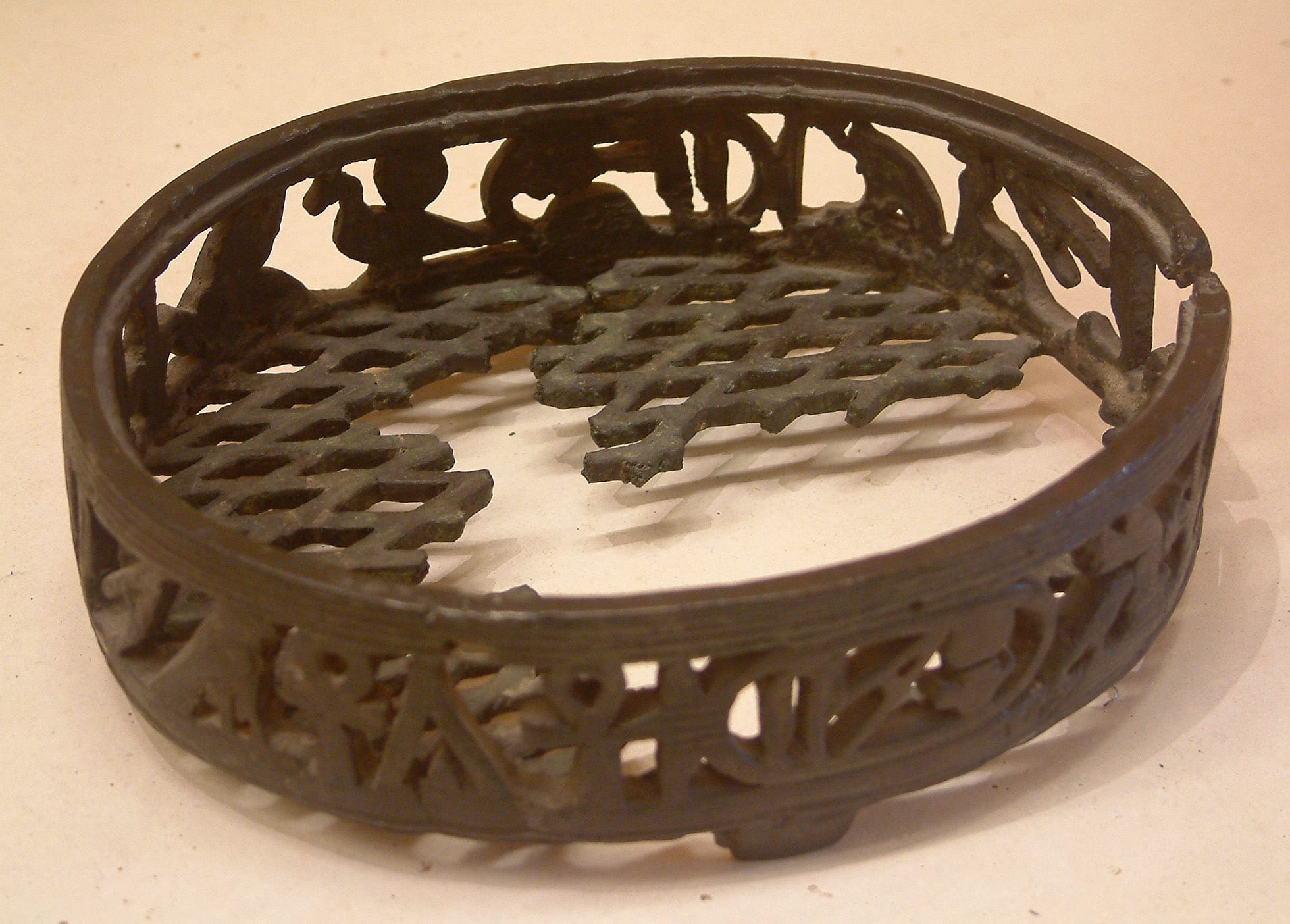
ظرفی که نام فرعون مریبرع ختی (دودمان نهم یا دهم) بر آن نوشته شده

دودمان نهم بخشی از دوره نخست میانی مصر بوده‌است که در آن مصر باستان دوره‌ای از بی‌ثباتی سیاسی را تجربه می‌کرد. دودمان‌های نهم و دهم را به نام دودمان‌های هراکلئوپولیسی نیز می‌شناسند چرا که اغلب سخت است که فرعونی در آن دوره را به دودمانی مشخص و با قطعیت نسبت داد. این پادشاهان در شهر هراکلئوپولیس فرمانروایی می‌کردند؛ شهری که در جنوب فیوم قرار دارد و مرکز بیستمین نوم مصر بوده‌است.

## فرمانروایان دودمان نهم
پاپیروس تورین نام ۱۸ فرعون در این دودمان را برمی‌شمارد؛ با این حال نام بیشتر آن‌ها یا خراب و پاک شده یا ناخوانا هستند.
- ختی یکم
- نفرکارع سوم
- ختی دوم
- ختی سوم
- مریکارع یکم
- ختی چهارم